# 錢有威
錢有威（1525年—？），字維重（惟重），號兼山。直隸蘇州府常熟縣民籍，吳縣人，明朝政治人物。

## 生平
嘉靖二十八年（1549年）己酉科應天府鄉試第四十一名舉人。嘉靖二十九年（1550年）中式庚戌科會試第二百九十六名，三甲第二百一十六名進士。任刑部主事，因得罪了太监李素怀，被贬为德州判官，四十三年升官登州府通判，摄府事。官至南京刑部郎中，人称“清水郎中”。

## 家族
曾祖錢綬，王府教授；祖父錢袍；父錢體志，母陳氏。重庆下。